# Michael Burke
Michael Burke est un dirigeant d'entreprises franco-américain, né le 20 février 1957 en France. 
Il est le PDG de l'entreprise Louis Vuitton puis de l'ensemble du département « mode » du groupe LVMH - Moët Hennessy Louis Vuitton, et membre du conseil d'administration de l'entreprise.

## Biographie

### Formation et parcours
En 1980, Michael Burke est diplômé  de l'EDHEC Lille.
Ami de longue date de Bernard Arnault, il est à ses côtés bien avant la création de LVMH. Il rejoint par la suite le groupe Arnault où il est chargé des opérations immobilières aux États-Unis avant d'intégrer le groupe LVMH - Moët Hennessy Louis Vuitton en 1987, où il exerce des responsabilités croissantes : d’abord responsable de la filiale américaine de Christian Dior de 1987 à 1993, il dirige ensuite Louis Vuitton North America de 1993 à 1997.
Il devient directeur général de Christian Dior à Paris en 1997,,.
À la suite de son rachat par LVMH en 2003, il est nommé président de Fendi, maison qu’il transforme complètement, lui assurant le succès. En février 2012, Michael Burke prend la direction de Bulgari, avant d'être nommé, en décembre de la même année, président-directeur général de Louis Vuitton où il réussit à relancer la marque,. Par la suite début 2024 il quitte son poste, pour être PDG du pôle « mode » de LVMH, en remplacement de Sidney Toledano.

### Famille
Michael Burke est marié et père de cinq enfants.[réf. nécessaire]